# Paul Ngei
Paul Joseph Ngei (Kiima Kimwe, 18 ottobre 1923 – 15 agosto 2004) è stato un politico keniota di etnia Kamba.
Imprigionato durante l'occupazione britannica a causa del suo ruolo nel movimento anti-colonialista, dopo l'indipendenza del Kenya partecipò al governo del paese con diversi incarichi ministeriali.

## Biografia
Ngei nacque a Kiima Kimwe, presso Machakos, in Kenya. Era nipote del grande capo Masaku. Durante la sua infanzia si trasferì con la famiglia prima nella zona di Kangundo e poi (nel 1929) in un piccolo villaggio chiamato Mbilini. Suo padre fu convertito al Cristianesimo dalla missione Africa Inland.
Frequentò le scuole elementari (primary school) a Kangundo (dal 1932), le medie (intermediate school a Machakos (dal 1936), e le superiori (high school) nel distretto di Kiambu. In seguito si arruolò nell'esercito entrando nei King's African Rifles (KAR) per quattro anni. Tornato dalla leva si iscrisse all'università di Makerere in Uganda, studiando giornalismo dal 1948 al 1950.
Negli anni quaranta Ngei iniziò a collaborare con i movimenti indipendentisti che stavano sviluppandosi e che sarebbero sfociati, tra l'altro, nella rivolta dei Mau-Mau. Nell'ottobre del 1952 le autorità dichiararono lo stato di emergenza nazionale e diversi attivisti, fra cui Ngei e Jomo Kenyatta (futuro presidente del paese), furono arrestati. Durante la prigionia a Lodwar Ngei si guadagnò l'amicizia di Kenyatta e di altri attivisti di rilievo, entrando nel gruppo dei cosiddetti Kapenguria Six ("i sei di Kapenguria"), a cui appartenevano, oltre a Kenyatta, anche Fred Kubai, Bildad Kaggia, Achieng Oneko e Kungu Karumba.
I sei di Kapenguria furono rilasciati nel 1961, due anni prima dell'indipendenza del Kenya.
Dopo l'indipendenza, Ngei ricoprì diversi incarichi di prestigio nel governo del Kenya. Dal 1964 al 1978 fu ministro nel governo di Kenyatta e dal 1978 al 1990 in quello di Daniel arap Moi. Nel 1990 fu condannato per bancarotta e dovette rinunciare al suo posto in parlamento.
Morì nell'agosto del 2004, a 81 anni, dopo aver a lungo sofferto di una grave forma di diabete. In suo onore venne costruito un mausoleo nel villaggio di Mbilini, inaugurato nel 2006.